# Gran sello del estado de Vermont
El gran sello del estado de Vermont es el sello oficial de dicho estado estadounidense, que sirve para realzar y autentificar los documentos oficiales. Fue diseñado por Ira Allen (hermano de Ethan Allen y uno de los padres fundadores del Estado).

## Descripción

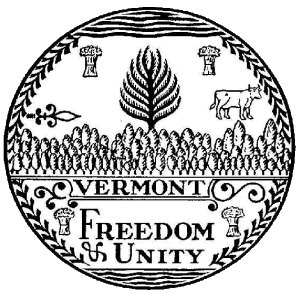
Gran Sello de Vermont sin color

El sello representa un pino con catorce ramas que emerge de su bosque, con dos haces de trigo por en sus lados superiores. También aparece una vaca a la derecha, representando la importancia en la historia de Vermont de la ganadería lechera. En la parte superior del sello hay líneas onduladas, posiblemente sugiriendo las nubes; en la parte inferior otras líneas onduladas sugieren el agua. Se cree que los dos conjuntos de líneas onduladas también pueden sugerir el río Connecticut, y el lago Champlain, las fronteras actuales este y oeste de Vermont. El lema «Libertad y Unidad» está centrado debajo del nombre del Estado en el centro de la parte inferior. El lema es fundamental para el equilibrio ideal de Vermont, la libertad personal del individuo con la responsabilidad de su comunidad. El sello se remonta a la República de Vermont, ya que existía antes de la admisión a la Unión.

## Utilización
Destinado a ser utilizado para grabar en los documentos oficiales, el sello no está destinado a uso como elemento decorativo, la única excepción es una gran versión tallada en madera y colocada en el Pabellón de Vermont de la Expo 67 de la Feria Mundial. Sello que posteriormente fue utilizado como telón de fondo detrás de la tribuna en la Sala de Conferencias de Prensa de la Cámara del Estado de Vermont, que es ahora el cuarto del partido de minoría. El Gran Sello de madera grande de Vermont se ha trasladado a las oficinas de trabajo del gobernador de Vermont, en el Pabellón.
También se utiliza en los membretes y en las señales de marcado estado los edificios, los puentes, las fronteras del estado, en Vermont y los centros de bienvenida. Por ley, el Gran Sello de Vermont es de dominio compartido de la Secretaria de Estado de Vermont, las oficinas de la gobernación del Estado, y el legislativo y judicial del gobierno. El original de metal del primer sello de Vermont se almacena en la Secretaría de Estado en la oficina de Redstone.

## Sellos del Gobierno de Vermont
Hay diversos sellos del Gobierno Estatal. La mayoría utiliza el escudo de armas de Vermont.

Sello de armas del Tesorero Estatal de Vermont
Sello de armas del Auditor Estatal de Vermont